# Ebershardt
Ebershardt ist ein Ortsteil der Gemeinde Ebhausen im nördlichen Schwarzwald, der etwa zehn Kilometer westlich von Nagold, auf ca. 560 m ü. NN oberhalb der Nagold liegt. Ebershardt ist 1,83 km² groß und hat 661 Einwohner (Stand 31. Dezember 2023).
Am 1. Januar 1975 wurde Ebershardt gemeinsam mit den Orten Ebhausen, Rotfelden und Wenden zur Gemeinde Ebhausen zusammengeschlossen. Der hauptsächlich evangelische Ort bildet gemeinsam mit Wart eine Kirchengemeinde.

## Entstehung
Ebershardt wurde gegen Ende des 9. Jahrhunderts von dem Geschlecht der Udalrichinger in einem dem älteren Fronhof Ebhausen zugehörigen Weidewald (Hart) gegründet. Wahrscheinlich war dieser Teil des Weidewaldes nach einem hier eingesetzten oder schon ansässigen Ordnungshüter – ewalte – benannt. Der Name wurde auf den neuen Fronhof übertragen, der dadurch Ewelshart hieß.
Im Jahr 1312 wird der Ort Ewelshart zum ersten Mal in einer Urkunde erwähnt. Wenig später tritt auch eine Familie (von) Ewelshart in Erscheinung. Sie war im 14. Jahrhundert Eigentümer des Fronhofes, verkaufte ihn aber dann an das Kloster Reichenbach.
Im Konflikt mit Baden, das die Vogtei über das Kloster Reichenbach innehatte, unterwarf der württembergische Graf Eberhard im Bart wahrscheinlich im Jahr 1468 diesen Klosterbesitz seiner Landesherrschaft. Seit dieser Zeit ist Ebershardt württembergisch.

## Ortsnamen und Wappen
Orte mit der Endung „-hardt“ deuten auf einen Besiedlungsflecken („lichten Wald“) mit guter Weide hin. Dieses Weideland spiegelt sich auch im grünen Schildfuß des redenden Wappens wider – darüber in Silber ein stehender schwarzer Eber.
Unter Marksteinen aus dem 16. und 17. Jahrhundert finden sich noch heute Tontafeln mit ebendiesem Wappen. Auffällig ist die Ähnlichkeit des Wappens mit den Wappen von Eberstadt (Buchen), Ebersbach an der Fils, Ebersbach/Sa. oder Eberschwang, um nur einige zu nennen. Die frühere Schreibweise „Ewelhardt“Beschreibung des Oberamts Nagold/Kapitel B 8 könnte allerdings auch auf einen Eigennamen, etwa den des Gründers hinweisen. In der Beschreibung des Oberamts Calw wird ein Wolf Ewelshard, Bürger von Bulach, erwähnt, der 1406 die Beauftragung erhielt, „ein Bergwerk daselbst zu machen“.